# Asalto al INP de Machalí
El asalto al Instituto de Normalización Previsional de Machalí fue un intento de robo que ocurrió el viernes 10 de junio de 2005 a las 09:00 hora local. Un grupo de miembros del  MIR-Ejército Guerrillero de los Pobres-Patria Libre (MIR-EGP-PL) intentó robar un camión que transportaba fondos de pensiones del Instituto de Normalización Previsional (INP). El asalto fracasó debido a la intervención de un guardia de seguridad, lo que resultó en un enfrentamiento armado que dejó varias víctimas mortales. En consecuencia provocó conmoción nacional por su implicancia, aunque afectó más a la comunidad machalina por la muerte del cuidador de autos Evaristo Moreno Carrasco.

## Antecedentes
El MIR-Ejército Guerrillero de los Pobres-Patria Libre (MIR-EGP-PL) se formó el 4 de octubre de 1991, liderado por José Muñoz Alcoholado, también conocido como «Chico Alejo». Este grupo, compuesto por militantes del Movimiento de Izquierda Revolucionaria, se oponía al desarme de la guerrilla. Posteriormente, Juan Moreno Venegas asumió el liderazgo, estableciendo vínculos con el Ejército de Liberación Nacional de Colombia y rebeldes argentinos.

## Los hechos
El asalto ocurrió en medio de un robo en la Casa de la Cultura de Machalí mientras se realizaba el pago de pensiones a los jubilados por parte del Instituto de Normalización Previsional —actual Instituto de Previsión Social—, cuando un grupo de miembros del MIR-EGP-PL liderados por Juan Moreno Venegas, intentaron robar el botín de 80 millones de pesos que estaba siendo bajado en un camión de la empresa Prosegur disparando al aire con unos fusiles M-16, pero el guardia Jaime Andrés Larraña Horta alcanza a disparar en la cabeza al mirista Alfredo Hermosilla Candia de 39 años, quien muere a causa del disparo. Los asaltantes luego de que se les frustrara el robo devuelven fuego hiriendo de gravedad al guardia y le disparan tres balazos al cuidador de autos Evaristo Moreno Carrasco de 38 años, quien trataba de ayudar a los adultos mayores que estaban presentes provocándole su muerte en el lugar.
Los asaltantes logran escapar en un Nissan V-16 el cual abandonaron en el sector de La Campiña, San Bernardo. Posteriormente el guardia Jaime Andrés Larraña moriría por las graves heridas en el Hospital Fusat de Rancagua. Junto con su muerte Carlos Aedo que había recibido dos disparos, uno en el cuello y otro en el abdomen, se negó a ir a un centro médico para que lo trataran, para evitar a la justicia, por lo que moriría cerca de una iglesia en la periferia de Santiago por Peñaflor.

## Investigación y arresto
Al día siguiente del asalto, el entonces general director de Carabineros, Alberto Cienfuegos, declaró que era posible que el asalto lo hubieran realizado un grupo armado, por el poder armamentístico que tenían los asaltantes. La investigación sería iniciada por el fiscal de Rancagua Servando Pérez, quien se percató que Carlos Aedo Videla había estado involucrado en el asalto de una sucursal del Banco del Estado en Loncoche que ocurrió el 20 de diciembre de 2004, siendo detenido por el intento de robo de 20 millones de pesos, pero obteniendo libertad vigilada. Con esto la policía pudo obtener fácilmente los nombres de los asaltantes porque la mayoría tenía un prontuario policial y por escuchas de los teléfonos.
El 8 de mayo de 2008 fueron detenidos Sergio Reyes Matus, Kenny Sánchez Contreras y Elena Varela López e incautaron armas y chalecos antibalas en Temuco mientras realizaban el documental Newen Mapuche, que estaba siendo financiado por 60 millones de pesos por parte del Fondart. Con toda esta evidencia los juicios empezaron el 7 de enero de 2010, luego de ser postergado desde 2009, con la fiscalía pidiendo 20 años a Sergio Reyes y a Kenny Sánchez, y a Elena Varela 15 años de cárcel. Se acusó a Reyes y Sánchez de estar presentes en las inmediaciones junto con unos vehículos para poder propiciar la huida, y también se le acusó a Elena Varela de haber planificado el asalto y ayudar a mantener prófugos a los autores materiales del delito. La documentalista junto a los demás sería posteriormente liberada por falta de pruebas. Juan Esteban Moreno, quien mantuvo una relación sentimental con Elena, se fugó para evadir la justicia a Colombia, donde estuvo con miembros del ELN para luego pasar por Cuba y Nicaragua para terminar en Venezuela.

## Impacto

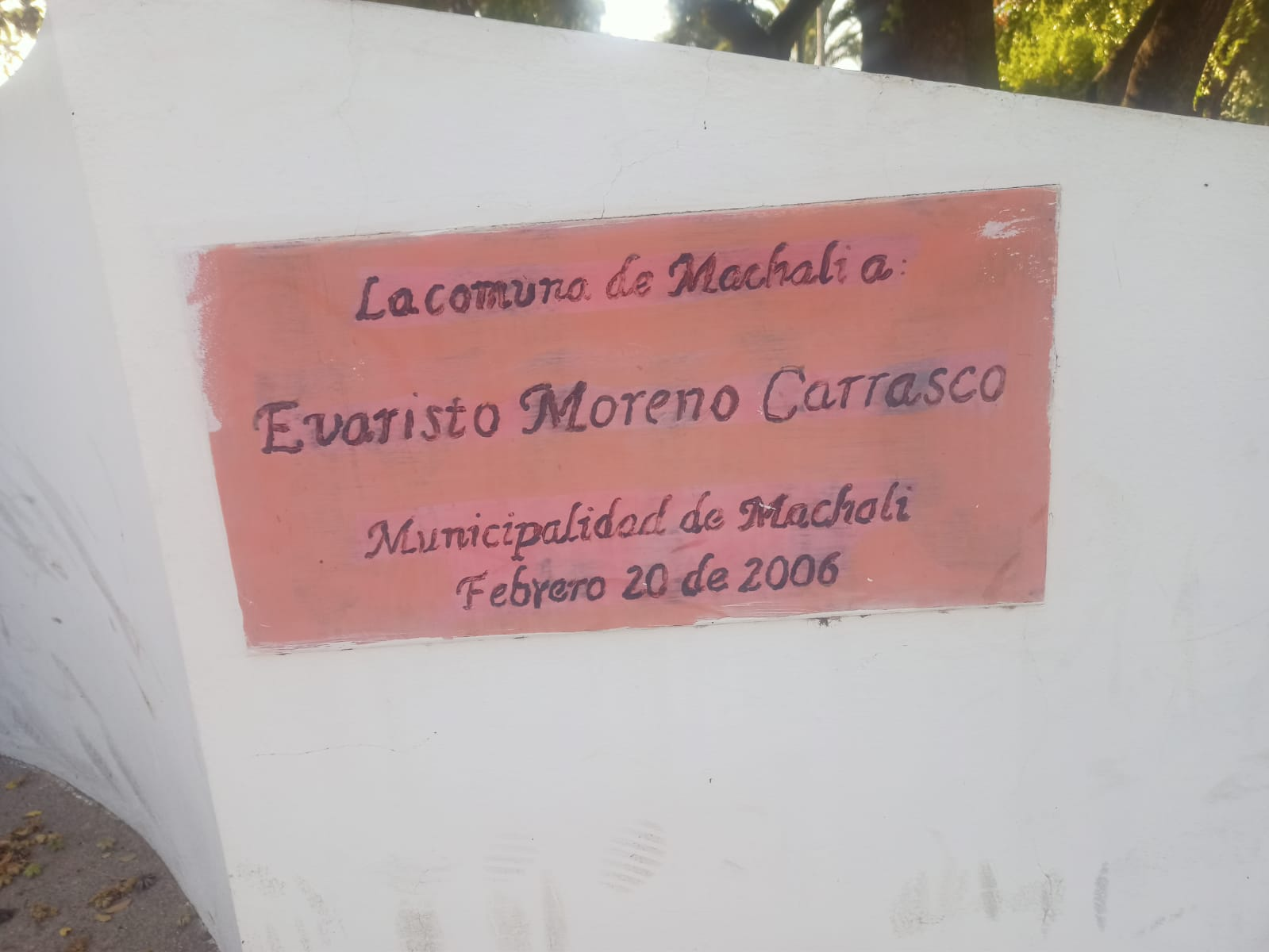
Placa en memoria de Evaristo Moreno Carrasco.

Los sucesos impactaron profundamente en la comunidad local y nacional. El senador Eugenio Bauer rindió homenaje a los fallecidos, calificándolos como mártires y expresando condolencias a sus familias. Al funeral de Evaristo asistieron cerca de cinco mil personas de la comuna de Machalí. En memoria de Evaristo Moreno Carrasco, se nombró una calle en Machalí junto con un monumento el 20 de febrero de 2006 en la calle Miranda.
En 2012, se lanzó el cortometraje animado Evaristo: Fulgor y caída en Machalí, dirigido por Rubén Miranda Trujillo, rindiendo homenaje al acontecimiento y a la vida de Evaristo.